# 407.
◄ | 4. stoljeće | 5. stoljeće | 6. stoljeće | ►
◄ | 370-ih | 380-ih | 390-ih | 400-ih | 410-ih | 420-ih | 430-ih | ►
◄◄ | ◄ | 404. | 405. | 406. | 407. | 408. | 409. | 410. | ► | ►►
Astronomija • Književnost • Kršćanstvo • Pravo • Promet

## Smrti
- 14. rujna - Ivan Zlatousti (* oko 349.)

## Vanjske poveznice
|  | Zajednički poslužitelj ima još gradiva o temi 407. |